# Wereldkampioenschap basketbal mannen 1986
In 1986 werd voor de tiende keer het wereldkampioenschap basketbal gehouden. Vierentwintig landen die ingeschreven waren bij de FIBA, namen deel aan het toernooi dat gehouden werd in juli 1986 te Spanje. Het basketbalteam van de Verenigde Staten werd de uiteindelijke winnaar van het toernooi, dat begon op 5 juli en eindigde op 19 juli 1986. Maleisië verving Aziatisch kampioen Filipijnen, dat zich op het allerlaatste moment afmeldde vanwege grote sociale onrust in eigen land.

## Eindronde

### 1ste tm 4de plaats
|  | Halve finales    | Halve finales |    |          | Finale           | Finale |
|  |                  |               |    |          |                  |        |
|  | 17 juli          |               |    |          |                  |        |
|  | Verenigde Staten | 96            |    |          |                  |        |
|  | Brazilië         | 80            |    |          |                  |        |
|  |                  |               |    |          |                  |        |
|  |                  |               |    |          | 20 juli          |        |
|  |                  |               |    |          | Verenigde Staten | 87     |
|  |                  | Sovjet-Unie   | 85 |          |                  |        |
|  |                  |               |    |          |                  |        |
|  |                  |               |    |          | Troostfinale     |        |
|  | 17 juli          | 17 juli       |    | 19 juli  | 19 juli          |        |
|  | Sovjet-Unie      | 91            |    | Brazilië | 91               |        |
|  | Joegoslavië      | 90            |    |          | Joegoslavië      | 117    |

## Eindklassering
| #      | Land                     |
| ------ | ------------------------ |
| Goud   | Verenigde Staten         |
| Zilver | Sovjet-Unie              |
| Brons  | Joegoslavië              |
| 4      | Brazilië                 |
| 5      | Spanje                   |
| 6      | Italië                   |
| 7      | Israël                   |
| 8      | Canada                   |
| 9      | China                    |
| 10     | Griekenland              |
| 11     | Cuba                     |
| 12     | Argentinië               |
| 13     | Frankrijk                |
| 14     | Nederland                |
| 15     | Puerto Rico              |
| 16     | Bondsrepubliek Duitsland |
| 17     | Australië                |
| 18     | Uruguay                  |
| 19     | Panama                   |
| 20     | Angola                   |
| 21     | Nieuw-Zeeland            |
| 22     | Zuid-Korea               |
| 23     | Ivoorkust                |
| 24     | Maleisië                 |

| WK basketbal 1986 winnaar     |
| ----------------------------- |
| Verenigde Staten Tweede titel |

## Individuele prijzen

### MVP (Meest Waardevolle Speler)
- Dražen Petrović

### All-Star Team
- Dražen Petrović
- Arvydas Sabonis
- Oscar Schmidt
- David Robinson
- Valeri Tichonenko